# Anabolitzant

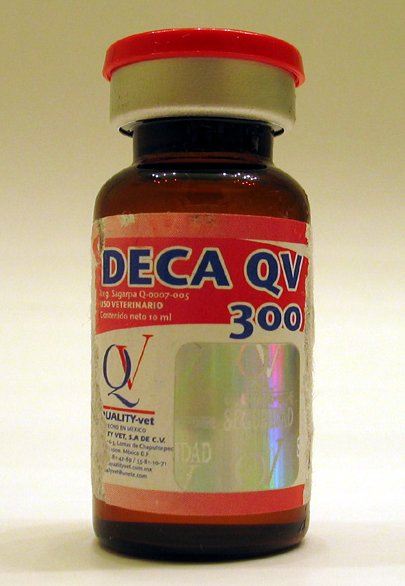
Una ampolla d'anabolitzant

Un anabolitzant és un medicament que activa l'anabolisme, és a dir el creixement dels teixits, per mitjà de la síntesi de les proteïnes i la disminució de la desintegració excessiva. Alguns anabolitzants són un tipus d'esteroides: els esteroides anabòlics. El metandriol (17β-diol 17α-metil-5-androsten-3β) i la nandrolona (17β-hidroxiester-4-en-3-ona) són exemples d'anabolitzants.

## Usos
El seu ús produeix un augment de la gana, del pes i una millora de l'estat general, disminueix l'eliminació de nitrogen i afavoreix també el dipòsit del calci en els ossos, Els anabolitzants s'utilitzen a voltes per a tractar estats de convalescència i estrès o bé en algunes malalties cròniques, osteoporosi i astènies senils.
Es poden usar com a droga d'abús, en especial per part de culturistes i altres esportistes (es considera dopatge), persones amb vigorèxia i altres grups; per a augmentar encara més la seva musculatura i massa corporal. Un altre mal ús dels anabolitzants és l'engreix d'animals destinats a consum alimentari, pràctica il·legal als Països Catalans.